# Próchnica iluwialna
Próchnica iluwialna – substancje humusowe (próchniczne) przemieszczone z infiltrującymi roztworami do głębszych poziomów gleby. Z powodu zmian warunków wraz z rosnącą głębokością gleby mogą one tracić zdolność do rozpuszczania i wytrącać się tworząc poziomy iluwialne.